# Agapanthida pulchella
Agapanthida pulchella är en skalbaggsart som beskrevs av White 1846. Agapanthida pulchella ingår i släktet Agapanthida och familjen långhorningar.